# Tony Pond
Tony Pond, né le 23 novembre 1945 et mort le 7 février 2002,  était un pilote automobile anglais de rallyes.

## Biographie
Après des courses du samedi soir sur les routes de la périphérie londonienne sur Mini Cooper S au début des années 1960, il débute réellement les courses de rallye en 1967, et commence les compétitions internationales en 1974 au RAC Rally sur Opel Ascona, pour finir celles-ci lors de cette même épreuve en 1986 sur MG Metro 6R4 (6e au classement).
Sa carrière en WRC s'étale sur 27 courses lors de la même période, avec un total de 68 points engrangés et de 37 spéciales remportées.
En 1978, il participe à la mise au point de la Talbot Chrysler Sunbeam Lotus, future voiture championne du monde des constructeurs en 1981 grâce à Guy Fréquelin.
Il a été pilote officiel chez Triumph, Vauxhall, Talbot, Nissan, MG, et Rover.

## Palmarès

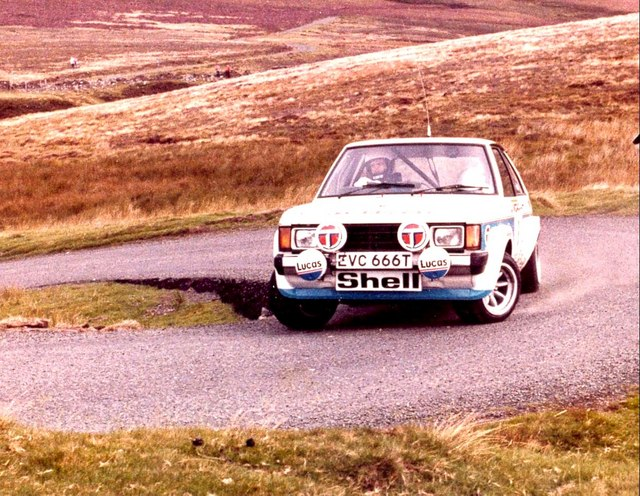
La Talbot Sunbeam Lotus de T. Pond au rallye de l'île de Man, en 1979.

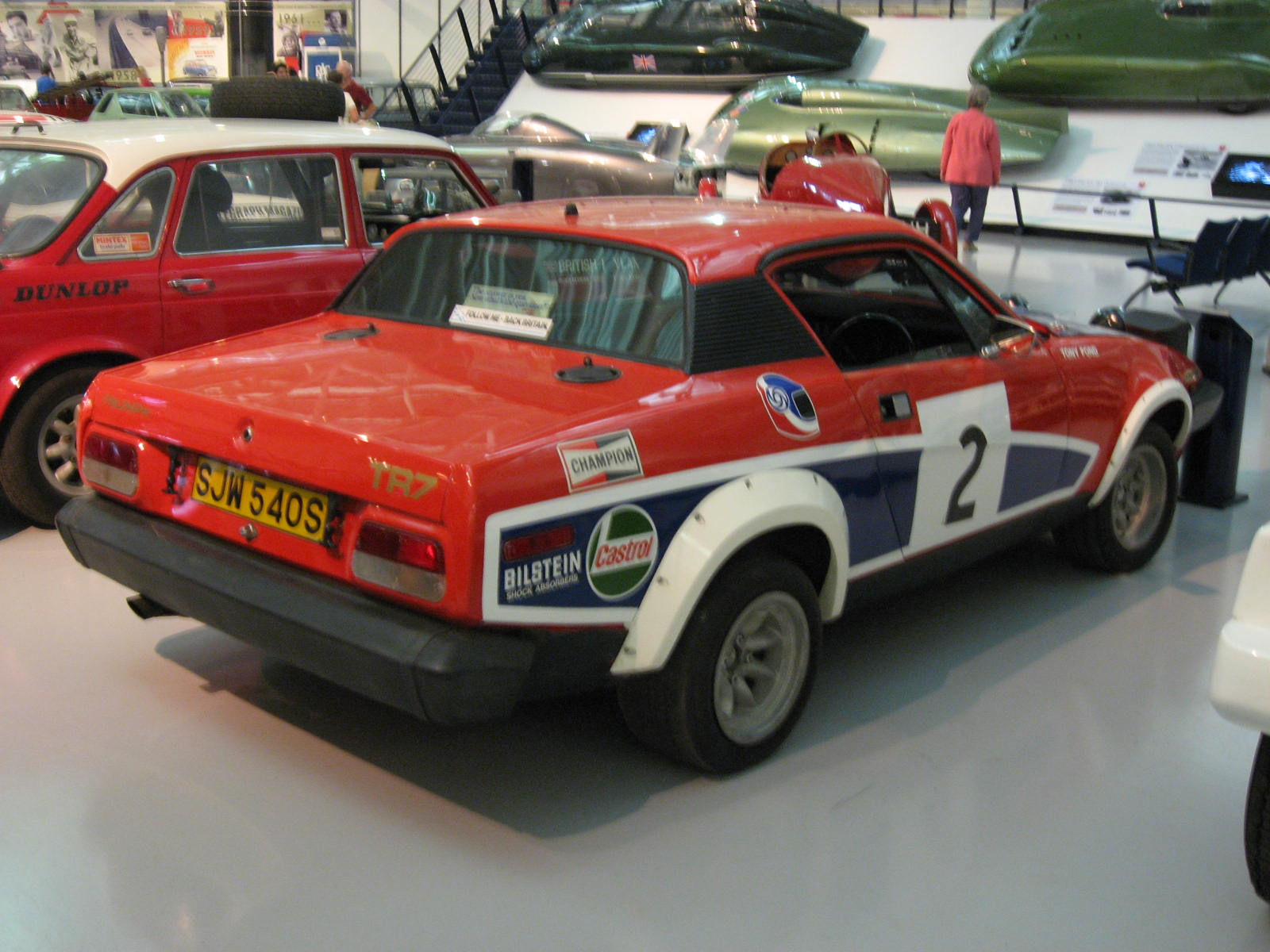
La Triumph TR7 V8 de T. Pond (1980).

- Vice-champion du Mexique: 1968, sur Ford;
- Record de vitesse par une voiture de production sur le circuit de l'île de Man de 1990 à 2011, à plus de 160 km/h de moyenne (100 miles) sur une Rover 827 de série.

### Podiums en WRC
- 3e du Tour de Corse: 1981, copilote Ian Grindrod sur Datsun Violet 160J GT;
- 3e du RAC Rally: 1985, copilote Rob Arthur sur MG Metro 6R4;

(également: 4 fois 4e: RAC Rally 1975 et 1978, Sanremo 1979, Safari 1982; et 5e: Portugal 1981)

### Victoires en ERC (Europe)
- Rallye de l'île de Man: 1980, copilote Fred Gallagher sur Triumph TR7 V8, 1981, copilote Mike Nicholson sur Vauxhall Chevette 2300 HSR, et 1986, copilote Rob Arthur sur MG Metro 6R4;
- 24 Heures d'Ypres: 1980, copilote Fred Gallagher sur Triumph TR7 V8;
- Rallye d'Écosse: 1981, copilote Mike Nicholson sur Vauxhall Chevette 2300 HSR;
- Boucles de Spa: 1977, sur Triumph TR7 ;

### Victoires en BERC (Belgique)
- 24 Heures d'Ypres: 1980, copilote Fred Gallagher sur Triumph TR7 V8;
- Boucles de Spa: 1977, sur Triumph TR7 (2e en 1983 et 1984, sur Nissan 240 RS du Groupe B);

### Victoires en BRC (Angleterre)
- Rallye de l'île de Man: 1978 et 1980 sur Triumph TR7 V8, 1981 sur Vauxhall Chevette HSR, et 1986 sur MG Metro 6R4;
- Rallye Granite City: 1978, sur Triumph TR7 V8;
- Rallye Skip Brown Stages: 1985, sur MG Metro 6R4;
- Rallye Autofit: 1985, sur MG Metro 6R4;
- Rallye Audi Sport: 1985, sur MG Metro 6R4;

### Victoire en SRC (Écosse)
- Rallysprint: 1981, sur Vauxhall Chevette 2300 HSR;
- Rallye d'Écosse: 1981, copilote Mike Nicholson sur Vauxhall Chevette 2300 HSR;

### Victoires en SARC (4[1]), et autres courses sud-africaines (6)
(copilote David Richards sur Chevrolet) 
- Rallye Castrol d'Afrique du Sud (rallye d'Afrique du Sud - SARC): 1978, sur Chevrolet Chevair;
- Rallye Molyslip: 1978, sur Chevrolet Chevair;
- Rallye Datsun: 1979 et 1980, sur Chevrolet Chevair;
- Rallye Duckhams: 1979, sur Chevrolet Chevair;
- Rallye Radio 5 (SARC): 1980, Chevrolet Chevair;

(copilote Richard Leeke sur Datsun)
- Rallye Valvoline (SARC): 1981, sur Datsun Stanza;
- Rallye Jurgens: 1982, sur Datsun Stanza;
- Rallye Protea: 1982, sur Datsun Stanza;
- Rallye Castrol d'Afrique du Sud (rallye d'Afrique du Sud - SARC (et ultérieurement comptabilisé en ARC)): 1982, sur Datsun Stanza.

### Autres victoires britanniques notables
- Rallye Nutcracker (Angleterre): 1969, sur Mini Cooper S;
- Rallye Burmah (Angleterre): 1974, sur Opel Ascona;
- Tour de Grande-Bretagne Avon: 1975, sur Ford Escort RS2000 Mk1;
- Rallye Gwyneedd RAC/Autosport (Angleterre): 1985, copilote Rob Arthur sur MG Metro 6R4;
- Rallye Audi RAC/Autosport (Angleterre): 1985, copilote Rob Arthur sur MG Metro 6R4[2];

### Courses de côte
- Vainqueur de classe GP1 au Triumph Dolomite Sprint: 1976, team Shellsport Dean;
- Eaton Yale: 1980, sur Triumph TR7 V8.